# Герб Люксембурга
Герб Люксембурга появился в Средние века и происходит от герба герцогства Лимбург.
Герб представляет собой серебряный щит с 5 горизонтальными синими полосами. На щите изображён коронованный красный двухвостый лев с золотым языком. Щит коронован великогерцогской короной. Щит поддерживают щитодержатели: два золотых коронованных льва с красными языками, их морды отвёрнуты от щита. Окружает щит лента со знаком ордена Дубовой короны. Эта композиция помещена на мантию и увенчана большой великогерцогской короной.
Также используются средний герб, представляющий собой щит с щитодержателями без ленты ордена, и малый герб — только коронованный гербовой щит.